# Antonówka (rejon waraski)
Antonówka (ukr. Антонівка, Antoniwka) – wieś na Ukrainie, w obwodzie rówieńskim, w rejonie waraskim, nad Horyniem. W 2001 roku liczyła 1405 mieszkańców.
Znajduje tu się stacja kolejowa Antonówka, położona na linii Sarny – Kowel. Jest to także stacja krańcowa kolei wąskotorowej Antonówka – Zarzeczne.

## Historia
Antonówka została założona w 1833 roku jako osada żydowska. Żydzi zostali zwolnieni z pełnienia służby wojskowej na okres 50 lat i z płacenia podatków przez 25 lat. W 1897 roku mieszkało tu 620 Żydów. W 1921 roku 482 mieszkańców było pochodzenia żydowskiego (90 % ludności).
W II RP była siedzibą gminy w powiecie sarneńskim. 
3 lipca 1941 Antonówka została zajęta przez wojska niemieckie. Niemcy nakazali oznaczyć Żydom domy i ubrania gwiazdą Dawida. Zmusili do pracy na rzecz III Rzeszy oraz wprowadzili zakaz opuszczania miejscowości. Jesienią 1941 zostało utworzone getto. Pod koniec sierpnia 1942 roku funkcjonariusze SD, żandarmerii i ukraińskiej policji wyprowadzili około pół tysiąca Żydów z Antonówki w rejon Kostopola, a następnie zamordowali ich przy użyciu broni palnej.
W 1943 roku ośrodek polskiej samoobrony w Antonówce oraz pobliska stacja kolejowa, obsadzona niemiecką załogą, były miejscem, do którego kierowali się polscy uchodźcy z rzezi wołyńskiej. Stąd Niemcy wywozili ich na roboty przymusowe w III Rzeszy. Na uciekinierów Ukraińska Powstańcza Armia urządzała obławy. 30 lipca 1943 roku UPA spaliła Antonówkę mordując w kolonii oraz jej okolicach 33 osoby.